# Percy Osborn
Pour les articles homonymes, voir Osborn.
Percy Osborn, né en 1901 à Koo Wee Rup (en) et mort en 1991, est un cycliste australien. Il participe au Tour de France lors de l'édition 1928 au sein de l'équipe Ravat-Wonder (composée de Percy Osborn, de deux autres coureurs australiens et d'un coureur néo-zélandais).

## Palmarès

### Résultats sur les grands tours

#### Tour de France
1 participation :
- 1928 : 38e